# Laena thimphuica
Laena thimphuica – gatunek chrząszcza z rodziny czarnuchowatych i podrodziny omiękowatych.
Gatunek ten został opisany w 2012 roku przez Wolfganga Schawallera.
Czarnuch o ciele długości 4,5 mm. Najszersze przed środkiem przedplecze ma krawędzie boczne zupełnie nieobrzeżone i nieco nierówną, błyszczącą powierzchnię pokrytą dużymi punktami. Na pokrywach brak rowków, występują tylko ułożone w rzędy punkty, wielkością zbliżone do tych na przedpleczu, większość z nich zaopatrzona jest w długie, położone szczecinki. Międzyrzędy pokryw są płaskie, błyszczące i opatrzone rozporszonymi punktami. Samiec ma długie, palcowate, zaokrąglenie zwieńczone apicale edeagusa.
Chrząszcz endemiczny dla Bhutanu.